# Leuze-en-Hainaut
Leuze-en-Hainaut è un comune belga di 13 300 abitanti, situato nella provincia vallona dell'Hainaut.
Vi ha sede la Brasserie Dupont, nella frazione del comune belga chiamata Tourpes.